# Pavel Hečko (politik)
Pavel Hečko (5. listopadu 1966 – 24. března 2021 Praha) byl český politik, starosta města Meziměstí a zastupitel Královéhradeckého kraje.
V roce 2002 byl zvolen do zastupitelstva města jako nestraník za SNK - Meziměstí cestou změny. Post zastupitele obhájil ve volbách v roce 2006 za Sd. SNK ED,NK-Mez. cestou změny. Od roku 2010 už byl pravidelně volen do zastupitelstva jako člen ČSSD. Od roku 2003 byl místostarostou města Meziměstí a na ustavujícím zasedání zastupitelstva města po volbách do zastupitelstev obcí byl 31. 10. 2018 zvolen starostou.
V roce 2012 neúspěšně kandidoval za ČSSD v krajských volbách do Zastupitelstva Královéhradeckého kraje. Zvolen byl následujících v krajských volbách v roce 2016. Po volbách se stal radním pro regionální rozvoj, evropské granty, dotace a cestovní ruch. Post zastupitele obhájil v dalších krajských volbách v roce 2020, kde kandidoval jako člen ČSSD za koalici SPOLU PRO KRAJ (Osobnosti kraje, ČSSD a Zelení).
Zemřel nad ránem 24. března 2021 na covid-19, se kterým byl hospitalizován v únoru v Oblastní nemocnici Náchod. Protože se jeho stav nelepšil, byl později převezen do VFN Praha.